# Justicia rupestris
Justicia rupestris är en akantusväxtart som beskrevs av Ridley. Justicia rupestris ingår i släktet Justicia och familjen akantusväxter. Inga underarter finns listade i Catalogue of Life.